# Тактильный интерфейс
Тактильный интерфейс  (сенсорный интерфейс) — компьютерная технология, основанная на осязании. Эти технологии могут использоваться для создания виртуальных объектов в компьютерном моделировании, для управления виртуальными объектами и для улучшения удаленного управления машинами и устройствами (телероботика). 
Слово haptic, от греческого :ἁπτικός (haptikos) означает «тактильное, относящееся к осязанию». 
Тактильная технология облегчает исследование того, как работает осязание человека, позволяя создавать управляемые тактильные виртуальные объекты. Большинство исследователей выделяют три сенсорные системы, связанные с осязанием человека: кожную, кинестетическую и тактильную. 
Все восприятия, опосредованные кожной и кинестетической чувствительностью, называются тактическим восприятием. 
Ощущение прикосновения можно разделить на пассивное и активное а термин «тактильный» часто ассоциируется с активным прикосновением для общения или распознавания объектов.
Обычны простые тактильные устройства в виде игровых контроллеров (джойстиков, рулей). Тактильные устройства могут включать в себя тактильные датчики, которые измеряют силы, прикладываемые пользователем к интерфейсу. 